# Hans Boom
Hans Boom (* 19. September 1958 in Markelo) ist ein ehemaliger niederländischer Radrennfahrer und nationaler Meister im Radsport.

## Sportliche Laufbahn
Boom war im Straßenradsport und im Querfeldeinrennen (heutige Bezeichnung Cyclocross) aktiv. Als Amateur hatte Boom, der mit vollem Namen Johannes Boom heißt,  1977 seinen ersten Einsatz für die Nationalmannschaft der Niederlande im Milk Race. Er bestritt die Internationale Friedensfahrt 1981, schied jedoch vorzeitig aus. Er fuhr weitere bekannte Etappenrennen wie die Österreich-Rundfahrt und die Tour de l’Avenir. 1982 gewann er den nationalen Titel im Straßenrennen der Amateure vor Peter Hofland.
Auch in den Querfeldeinrennen konnte er gute Ergebnisse erzielen. 1981 und 1982 wurde er Vize-Meister jeweils hinter Herman Snoeijink, auch 1984 wurde er Zweiter der nationalen Meisterschaft. Bei den UCI-Weltmeisterschaften in Lanarvily im Querfeldeinrennen wurde beim Sieg von Miloš Fišera Vierter.

## Familiäres
Sein älterer Bruder Albertus Boom war 1969 Weltmeister im Steherrennen. Sein Bruder Henk Boom fuhr 1977 die Friedensfahrt.